# غودرون فاغنر
غودرون فاغنر (بالألمانية: Gudrun Wagner)‏ (و. 1944 – 2007 م) هي ملحنة، وكاتِبة ألمانية، ولدت في أولشتين، توفيت في بايرويت، عن عمر يناهز 63 عاماً.